# Southminster
Southminster is een civil parish in het bestuurlijke gebied Maldon, in het Engelse graafschap Essex. De plaats telt 4272 inwoners.